# Ленорман, Жерар
Жера́р Ленорма́н (фр. Gérard Lenorman; род. 9 февраля 1945, Бенувиль, Кальвадос, Франция) — французский певец

## Биография
Родился 9 февраля 1945 года в Бенувиле, маленьком сельском населённом пункте в Нормандии. Потом его семья переехала в Овернь.
В детства обладал красивым голосом и часто пел в церкви и для родных. В 12 лет написал свои первые стихи к песням, в том числе свой будущий хит «Vagabond». Также тогда он научился играть на гитаре. Уже в 14 лет выступал с местными оркестрами как певец.
В 1963 году попал в серьёзную автомобильную аварию и целый год был прикован к постели. Молодой человек с пользой провёл это время, вернувшись к написанию песен.
До того, как самому выйти на эстраду, несколько лет писал песни для других артистов. Взял себе псевдоним Жерар Ленорман в качестве отсылки к своему норманскому происхождению.
Впервые о нём заговорили во Франции в конце 1960-х годов, когда он написал для Бриджит Бардо песню «Straw Girl», которую в 1968 году та выпустила на сорокопятке (сингле).
В том же 1968 году Ленорман решил записать свою первую песню как певец. Этой песней стала та самая «Vagabond», написанная им ещё в 12 лет.
В 1969 году, уже выпустив несколько песен как певец, отправился в концертный тур с Сильви Вартан.
В 1970 году предложил себя в качестве замены Жюльену Клерку в главной роли в мюзикле «Волосы», который c большим успехом шёл на сцене Театра-де-ла-Порт-Сен-Мартен. Эта роль принесла ему настоящую славу.
В том же 1970 году впервые дал концерт в парижской «Олимпии».
В 1971 году на лейбле CBS у него вышел первый альбом, который сразу, в основном благодаря песне «Il» с него, стал очень популярным.